# Metro (musical)
Metro – polski musical z muzyką Janusza Stokłosy, librettem Agaty Miklaszewskiej i Maryny Miklaszewskiej, wyreżyserowany przez Janusza Józefowicza. Prapremiera musicalu odbyła się 30 stycznia 1991 w Teatrze Dramatycznym w Warszawie, a premiera – 16 kwietnia 1992 w Minskoff Theatre na Broadwayu. Od 1997 spektakl wystawiany jest w nowej aranżacji pod nazwą Metro w Buffo w teatrze Studio Buffo w Warszawie.
Musical opowiada o grupie młodych ludzi, artystów szukających szczęścia w życiu, marzeniach i miłości. Każdy z nich przywozi własną historię, marzenia, cel. Przyjeżdżają oni na casting do teatru, ale nie przechodzą dalej. Organizują więc własny musical na stacji metra. Po sukcesie podziemnego musicalu dostają propozycję angażu do teatru, który ich wcześniej odrzucił. Pojawia się dylemat: iść za pieniędzmi, marzeniami, czy honorem.
Występ w musicalu Metro pomógł zaistnieć na polskiej scenie wielu popularnym artystom, takim jak m.in. Edyta Górniak, Katarzyna Groniec, Robert Janowski, Katarzyna Skrzynecka, Doda, Michał Milowicz, Barbara Melzer, Zofia Nowakowska, Natasza Urbańska, Monika Ambroziak, Grzegorz Kowalczyk, Jan Traczyk, Violetta Brzezińska, Ewelina Flinta, Marzena Rogalska. Logo musicalu stworzył Andrzej Pągowski.
Do lipca 2024 spektakl zagrano ponad 2600 razy, co jest ewenementem w Polsce.

## Fabuła i oprawa spektaklu

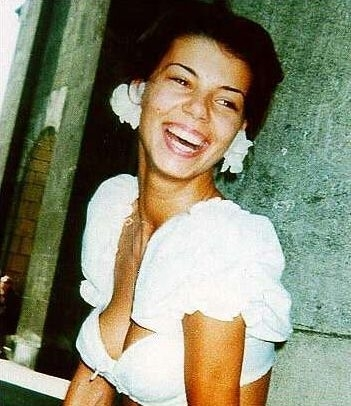
Edyta Górniak w Teatrze Dramatycznym w Warszawie w 1992

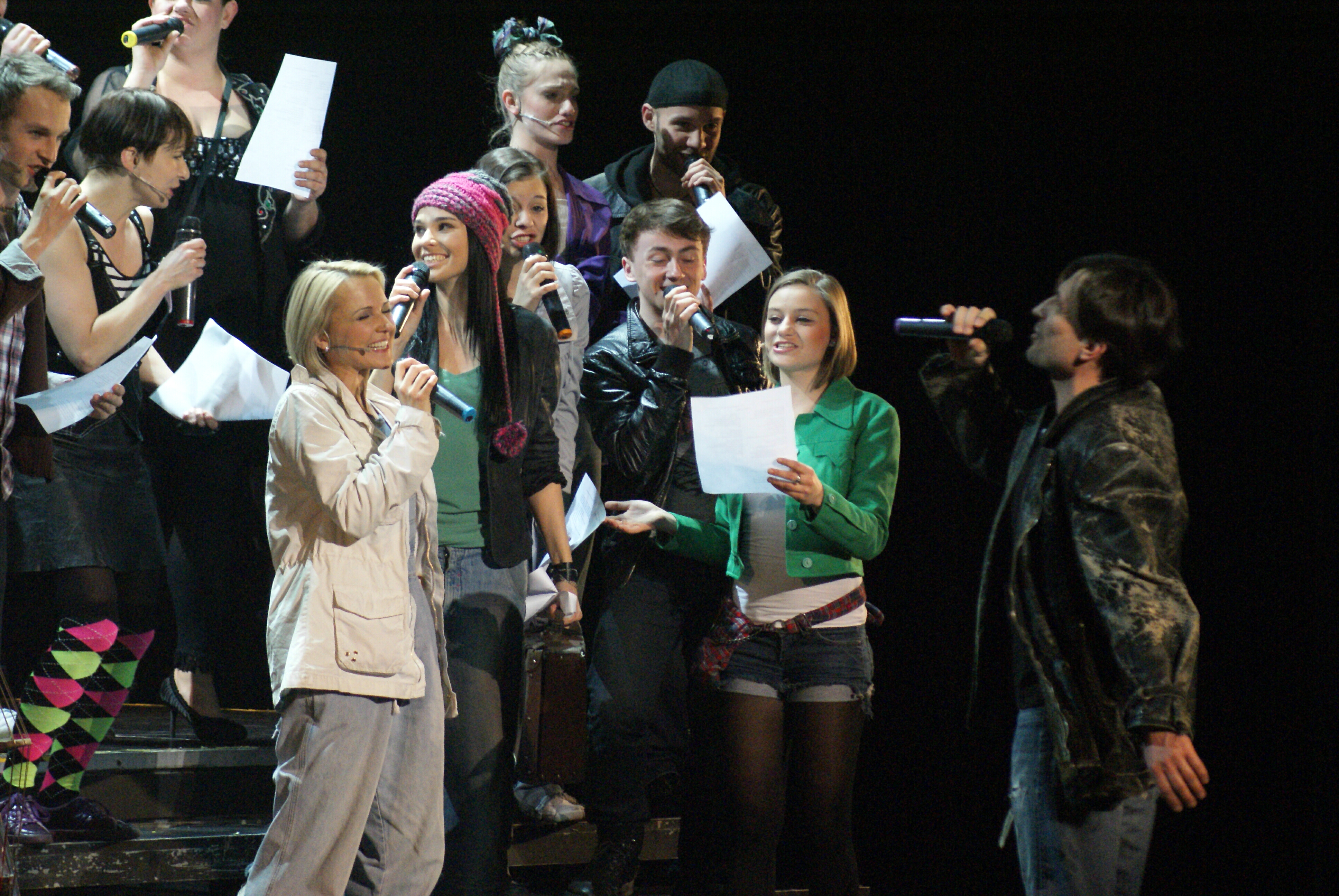
W musicalu dominują sceny zbiorowe. Na zdjęciu scena „Wybudujemy wieżę” („Wieża Babel”)

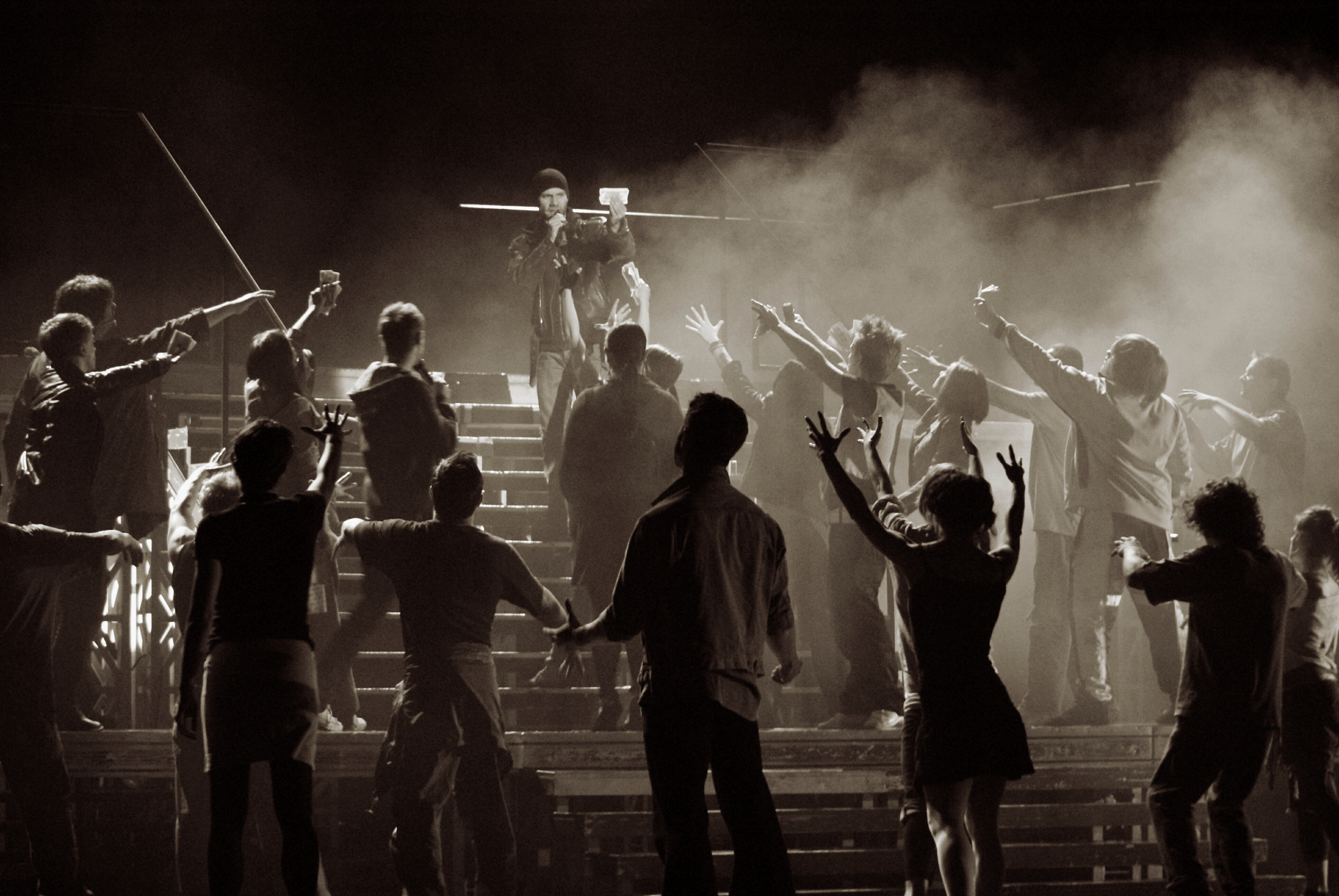
Choreografia stanowi integralną część przekazu treści musicalu. Na zdjęciu scena „In God we trust”

Metro opowiada historię grupy nastoletnich aktorów-amatorów, pod wodzą Jana – zbuntowanego, niezależnego artysty, dla którego metro jest drugim domem. Młodzi aktorzy zostają odrzuceni przez Filipa, reżysera prowadzącego casting do profesjonalnego musicalu. Postanawiają więc rozpocząć występy na położonej nieopodal teatru stacji metra. Sukces ich samodzielnego przedsięwzięcia skłania Filipa do zmiany jego poprzedniej decyzji i zaproszenia nastolatków do udziału w reżyserowanym przez niego spektaklu. Wówczas wśród młodych bohaterów pojawia się dylemat: czy iść za pieniędzmi, czy realizować własne marzenia. W tle problemu tej zbiorowości pojawia się także wątek miłosny głównych bohaterów, Jana i Anki.
Metro swoją budową przypomina produkcje amerykańskie, takie jak The Chorus Line Marvina Hamlischa, czy Hair Galta MacDermota. Polski musical podziela ich charakterystyczną budowę, w której schematyczna, prosta akcja jest jedynie pretekstem do wprowadzania luźno powiązanych z sobą utworów i układów choreograficznych, stanowiących właściwy nośnik przekazu treści utworu. W piosenkach zarysowane są proste rysy biograficzne bohaterów, powody ich nastoletniego buntu, nadzieje i marzenia.
W przedstawieniu brał udział ponad 35-osobowy zespół aktorów i tancerzy. Z wyjątkiem głównych bohaterów (Jana, Anki i Filipa), większość aktorów nie tworzyła raczej rozbudowanych postaci; w piosenkach i krótkich dialogach w sposób schematyczny przedstawiono jedynie ich charakter. Bohaterowie tworzą rodzaj bohatera zbiorowego, grupy artystów dzielących swój los i radzących sobie wspólnie z jego przeciwnościami. Podkreśla to układ utworów muzycznych, skupiający się głównie na numerach zbiorowych, zwłaszcza w drugim akcie musicalu.
Ważną rolę w Metrze odgrywa taniec, nie ograniczający się jedynie do roli tła, ale stanowiący raczej integralną część języka przedstawienia. Zwracały uwagę efekty świetlne, z wykorzystaniem bardzo nowatorskiej w czasach premiery techniki laserowej oraz dynamicznej gry świateł. Nowoczesna była również scenografia, na którą składały się „konstruktywistyczne” schody i platformy oraz neony oznaczające wyjście ze stacji metra, zapisane w różnych językach. W oryginalnej wersji musicalu w Teatrze Dramatycznym w Warszawie, zmiany miejsca akcji dokonywano z wykorzystaniem sceny obrotowej.

## Historia

### Początki (1987–1991)
Historia musicalu sięga roku 1987, kiedy Janusz Józefowicz podczas tournée z teatrem Andrzeja Strzeleckiego we Francji otrzymał od Zuzanny Olbrychskiej maszynopis pomysłu libretta Metra autorstwa sióstr Agaty i Maryny Miklaszewskich, które przebywały wówczas na emigracji.
Twórcy musicalu, Janusz Józefowicz i Janusz Stokłosa, poznali się w połowie lat 80. w Teatrze Ateneum, w którym pracowali nad musicalem Brel. Wtedy to pojawił się pomysł stworzenia pierwszego polskiego musicalu, o czym opowiedzieli w wywiadzie telewizyjnym Grażynie Torbickiej. Rozmowa zainteresowała przedsiębiorcę Wiktora Kubiaka, który zaproponował sfinansowanie przedsięwzięcia.
Pod koniec lat 80. na terenie Polski oraz Czech i Słowacji rozpoczęły się castingi do musicalu. Wzięło w nich udział około 1000 osób, w większości niezwiązanych z aktorstwem, w tym m.in. lekarze, mechanicy czy pedagodzy. Podczas kompletowania obsady reżyserowi polecono m.in. Edytę Górniak, wówczas uczennicę technikum pszczelarskiego, która zachwycała wielu swą barwą głosu. Postanowiono przyjąć ją do premierowej obsady spektaklu i skomponować specjalnie dla niej utwór „Litania”. Kompletowanie obsady trwało ponad pół roku, w tym czasie uczestnicy eliminacji brali udział w zajęciach z ruchu, akrobatyki, pantomimy, emisji głosu czy interpretacji tekstu.
Próby do Metra odbywały się początkowo w wynajętej sali Akademii Wychowania Fizycznego w Warszawie, a następnie w Teatrze Dramatycznym w Warszawie. Zespół aktorów miał do dyspozycji masażystów, lekarzy, foniatrę, logopedów. Wiktor Kubiak przyjezdnym aktorom wynajmował mieszkania, a po skończonych próbach organizował imprezy. Próby trwały do późnych godzin nocnych, a niekiedy nawet do rana.
Jeszcze przed premierą pojawił się pomysł na wykorzystanie w spektaklu laserów. Wykorzystanie takich efektów specjalnych zaproponował Kubiak, który osobiście wziął na siebie ich znalezienie i sfinansowanie. W ówczesnej Polsce znalezienie odpowiednich urządzeń laserowych było dużą trudnością, rozwiązań takich nie stosowano nawet w technice wojskowej. Kubiak w trakcie poszukiwań w Wojskowej Akademii Technicznej poznał Danutę Bilińską, absolwentkę fizyki, która pomogła w odnalezieniu laserów i ich sprowadzeniu. Nowoczesny sprzęt trafił do Polski na początku 1991. Metro było pierwszym polskim spektaklem teatralnym, w którym użyto laserów i ultrafioletu.
Logo Metra zaprojektował Andrzej Pągowski.

### Teatr Dramatyczny (1991–1996), Broadway (1992)
Prapremiera musicalu Metro odbyła się 30 stycznia 1991 w Teatrze Dramatycznym w Warszawie. Za oficjalną premierę spektaklu uważa się datę 16 kwietnia 1992, kiedy musical zaprezentowano w Minskoff Theatre na Broadwayu. „Ulice Europy pełne są marzeń, niech wolność tańczy i śpiewa” – to hasło, które reklamowało musical Metro w prasie amerykańskiej. Podczas wyjazdu głównego zespołu do Nowego Jorku spektakl wystawiano równolegle na deskach Teatru Dramatycznego z drugą obsadą aktorską oraz zespołem muzycznym.
Widzowie w Polsce tworzyli fankluby musicalu, pod wyjściem z teatru czekali na aktorów aby zdobyć ich autografy, a na murach Pałacu Kultury i Nauki, w którym mieści się warszawski Teatr Dramatyczny wypisywano wyznania miłosne. Codziennie na deskach Teatru Dramatycznego wystawiano po dwa spektakle, a miesięcznie – 40. W latach 90. Metro było również wystawiane na deskach amfiteatrów oraz na stadionach różnych miast Polski – m.in. w Koszalinie, Krakowie i Lublinie.
W maju 1992 odbył się 500. spektakl Metra. Musical od początku istnienia korzystał z obcych scen, więc aby uniknąć ryzyka jego rozwiązania, we wrześniu tego samego roku do życia powołano teatr Studio Buffo.
W grudniu 1996 zagrano 900. spektakl, który był ostatnim na deskach Teatru Dramatycznego, ponieważ dyrekcja sceny odmówiła wystawiania kolejnych przedstawień, tłumacząc swą decyzję stratami, jakie ponosi teatr w związku z graniem Metra. Argumentowano też, że wystawianie w tym teatrze musicalu zakłóca jego pracę i przygotowywanie premier. Twórcy spektaklu zapowiadali strajk okupacyjny z udziałem fanów musicalu oraz wystawianie przedstawienia przed teatrem, na schodach i we foyer. Postanowili zwrócić się również z prośbą o pomoc do ówczesnego prezydenta Warszawy, Marcina Święcickiego. Obiecał on pomoc i zaproponował wystawianie musicalu w Teatrze Narodowym, ale jego dyrekcja odmówiła. Bezskuteczne okazały się także protesty fanów spektaklu oraz happening aktorów podczas sesji rady miejskiej (którzy wykonywali pod salą posiedzeń utwór „Wybudujemy wieżę”). Przez pół roku miała miejsce przerwa w wystawianiu musicalu.

### Studio Buffo (od 1997)
Odmowa dalszego wystawiania musicalu na deskach Teatru Dramatycznego zmusiła Józefowicza do wystawiania Metra na deskach powołanego przez niego teatru Studio Buffo, mimo nieprzystosowania tego obiektu do tak wielkich produkcji. Pierwszy spektakl w nowej lokalizacji odbył się 4 czerwca 1997. Mniejszy teatr spowodował wiele ograniczeń – zmniejszona liczba aktorów, uboższa scenografia (brak sceny obrotowej) i reżyseria światła oraz brak orkiestry akompaniującej na żywo.
22 października 1999 odbyła się premiera musicalu w Moskwie (Moskowskij tieatr opierietty), a po pozytywnych recenzjach grano go także w Sankt Petersburgu. Z okazji 1000. spektaklu pod koniec 1999 zorganizowano jubileuszowy koncert 1000x Metro, w którym udział wzięli wykonawcy z pierwszej obsady musicalu, aktorzy rosyjscy i amerykańscy. Koncert odbył się w Teatrze Dramatycznym w Warszawie.

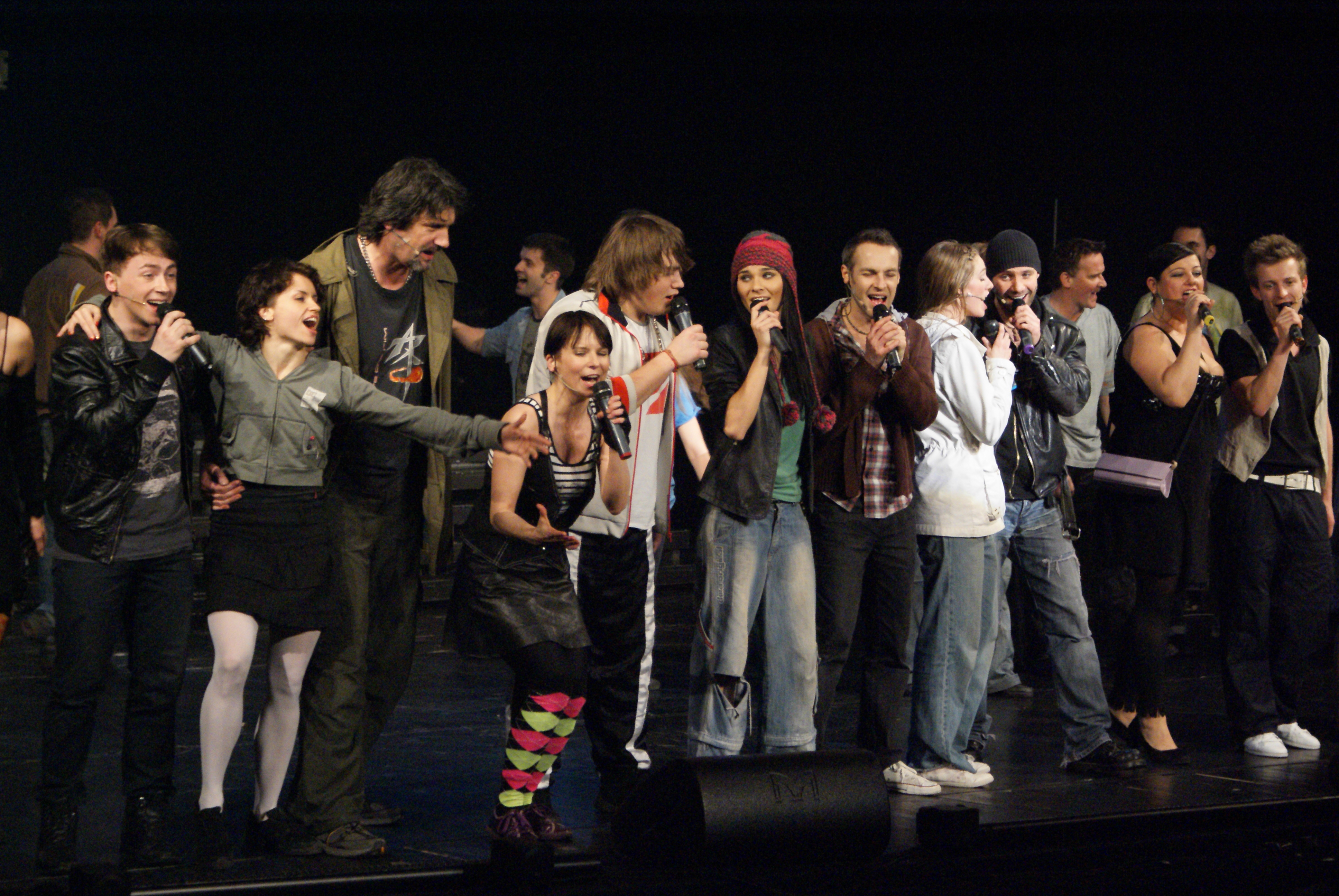
20-lecie „Metra” w Teatrze Dramatycznym w Warszawie. „Wieża Babel”

W 2011, z okazji 20-lecia Metra zorganizowano serię jubileuszowych przedstawień na deskach Teatru Dramatycznego. W głównym przedstawieniu wystąpiła pierwsza obsada musicalu, w tym m.in. Katarzyna Groniec, Michał Milowicz, Wojciech Dmochowski. Zorganizowanie jubileuszu w teatrze, gdzie miał on premierę przed laty, umożliwiło twórcom ponowne wykorzystanie dodatkowych elementów dekoracji i sceny obrotowej. W przedstawieniach nie przewidziano jednak udziału orkiestry, co było powodem odmowy wzięcia udziału w jubileuszu Edyty Górniak.
4 czerwca 2014 w teatrze Studio Buffo odbył się specjalny charytatywny spektakl – Metro dla Alicji, który pozwolił zebrać środki na leczenie jednej z aktorek pierwszej obsady musicalu, Alicji Borkowskiej. W spektaklu ponownie wystąpili aktorzy z oryginalnego składu tego spektaklu.
30 stycznia 2016 musical obchodził 25-lecie. Z tej okazji przewidziano jubileuszowe przedstawienie w Studiu Buffo oraz kilka przedstawień wyjazdowych (m.in. w Poznaniu i Bydgoszczy).
Podobnie jak miało to miejsce w latach 90., także i dziś Metro jest wystawiane w różnych miastach Polski w amfiteatrach oraz na stadionach. W przeciwieństwie do tournée organizowanych dawniej, obecnie w przedstawieniach nie bierze udziału orkiestra, a podkłady muzyczne odtwarzane są z tzw. półplaybacku. W 2017 na występie w Katowicach odnotowano rekordową liczbę ponad 8000 widzów.

## Odbiór i krytyka

### Warszawa
Na fenomen Metra w latach 90. wpłynęła w dużej mierze sytuacja społeczno-polityczna Polski po zmianie ustroju. Tuż po tej przemianie, kiedy życie kulturalne w Polsce formowało się na nowo, sam proces powstawania musicalu był czymś rewolucyjnym. Dominującą rolę w tym procesie odgrywał bogaty przedsiębiorca, Wiktor Kubiak (spółka „PZ BATAX”), który wziął na siebie ciężar sfinansowania przedsięwzięcia.
Jeszcze przed prapremierą Metro obrastało wieloma plotkami i spekulacjami. Kontrowersje wzbudzało przede wszystkim prorokowanie pewnego sukcesu przedstawienia przez reżysera oraz fakt złożenia obsady przedstawienia z aktorów-amatorów. Obsady Metra szukano bowiem nie wśród absolwentów szkół teatralnych, ale wśród utalentowanej młodzieży w drodze przesłuchań (castingów), organizowanych w Polsce, w Czechach i na Słowacji. W jednym z wywiadów Józefowicz stwierdził, że „Aktorzy polscy nie są przygotowani do zawodu wszechstronnie (…)”.
Polska prapremiera musicalu była dużą sensacją. Przygotowania do niej omawiano szeroko w mediach. Wiele mówiło się o innowacyjnym procesie produkcji oraz o rozmachu przedsięwzięcia, które wydawało się wyznaczać nowy kierunek w polskim teatrze i rozrywce w systemie kapitalistycznym.
W polskich recenzjach popremierowych po raz kolejny rozpisywano się o procesie produkcji przedstawienia. Z samej warstwy artystycznej, chwalono przede wszystkim choreografię Janusza Józefowicza, efekty świetlne i laserowe zaaranżowane przez Mieczysława Kozioła i firmę „Lasermedia” z Los Angeles oraz charakterystyczną konstruktywistyczną scenografię autorstwa Janusza Sosnowskiego. Krytykowano jednak scenariusz oraz amatorskie umiejętności aktorskie wykonawców, podkreślając jednak z drugiej strony ich talenty wokalne i taneczne.
Wśród recenzentów można zauważyć pewien spór. Recenzje można było podzielić bowiem na dwie grupy: dla jednych Metro było amatorskim, kiczowatym przedsięwzięciem, dowodzącym bezsensowności naśladowania zagranicznej kultury w polskich realiach, dla drugich – odważnym i nowatorskim projektem pod względem artystycznym, ekonomicznym, a nawet socjologicznym.
I tak, Wanda Zwinogrodzka w „Gazecie Wyborczej” pisała:

Na Metro oczywiście warto się wybrać. Przede wszystkim po to, by obejrzeć imponujące efekty, jakie pozwala uzyskać na scenie technika laserowa. Po drugie – żeby posłuchać muzyki Janusza Stokłosy i popatrzeć na układy choreograficzne, opracowane przez Janusza Józefowicza. Co, niestety, nie oznacza, że wieczór będzie wyłącznie pasmem przyjemności. Chwilami będzie po prostu… nudnawy, ponieważ taki właśnie jest scenariusz musicalu. Nie ma w nim cienia dramatycznego napięcia, nie ma też właściwie bohaterów, między którymi takie napięcie mogłoby powstać, ledwie naszkicowane sylwetki protagonistów giną w tłumie. (…)

Z kolei Piotr Sarzyński w „Polityce” premierę musicalu komentował:

Udało się Józefowiczowi z gromadki przypadkowych pół-, ćwierć-, i pełnych amatorów stworzyć zgrany i dobrze rozumiejący się zespół. Nie działa on jeszcze jak szwajcarski zegarek, ale perspektywy są bardzo optymistyczne. (…) Jednak tym, co przeniesie Metro – niezależnie od jego artystycznych losów – do historii polskiego teatru, jest to, w jaki sposób powstało. Mamy bowiem do czynienia z produkcją całkowicie prywatną.

Sarzyński zarzucał musicalowi brak emocji spowodowany niezdecydowaniem: czy skupić się na miłosnej historii Jana i Anki, czy raczej na historii bohatera zbiorowego – młodych ludzi. Zastanawiał się również nad adresatem przedstawienia:

Dylematy typu „kariera – przyjaciele”, „autonomia – zaprzedanie się”, „wolność – pieniądze” najczęściej dopadają inteligentów z paroletnim stażem pracy. Gdyby jednak sądzić po ogólnym „image” artystów, to jest to raczej opowieść o i dla dwudziestolatków. (…) Z kolei popisy w stylu Julinek i dyskotekowe światła z pewnością najbardziej ucieszyłyby mego 5-letniego syna. Tymczasem muzyka Janusza Stokłosy (trzeba przyznać bardzo dobra i niezwykle starannie zaaranżowana, choć chyba bez wielkiego przeboju) najbardziej musi przypaść do gustu czterdziestolatkom.

Podobnego zdania był dziennikarz Tomasz Raczek:

Tak, uważam Metro za sukces. Oto udało się doprowadzić do premiery nowego, polskiego musicalu, którego ostateczna forma sceniczna nie jest piramidą kompromisów realizacyjnych, lecz odpowiada zamierzeniu początkowemu. Na dodatek powstał nowy, sprawny zespół wykonawczy, dowodzący (…), iż mamy pełną entuzjazmu i wielu talentów młodzież, pragnącą się uczyć, gotową do wielu poświęceń dla doskonalenia siebie i tworzenia teatru swoich marzeń.

Raczek nazwał Metro nie tylko wydarzeniem teatralnym, ale także „sensacją socjologiczną, (…) realizacją wymarzonego, wyczekiwanego polskiego musicalu, wywiedzionego nie z tradycji śpiewogry ani operetki, lecz z tańca i estrady”. W swojej recenzji stwierdził również, że Metro jest pierwszym krokiem do profesjonalnego teatru komercyjnego, jakiego po wojnie w Polsce nie było. Istotnie, sukces musicalu po premierze w 1991, tuż po transformacji systemowej w Polsce, sprawiał wrażenie wyznaczania nowego trendu, według którego miał się rozwijać polski komercyjny teatr – w oderwaniu od dawnego systemu państwowego, w oparciu o kapitał prywatny i nastawiony na zysk. Na fali entuzjazmu twórcy mieli ambitne plany otworzenia w Warszawie zawodowej szkoły musicalowej oraz wykupienia od państwa i miasta Teatru Dramatycznego (alternatywnie, dzisiejszej „Romy” lub „Syreny”), by zamienić go w scenę musicalową na wzór teatrów zachodnich.

### Broadway
Janusz Józefowicz wiązał z amerykańską premierą duże nadzieje i był pewny dużego sukcesu swojego musicalu w Stanach Zjednoczonych. Jak powiedział w wywiadzie z 12 kwietnia 1992, a więc jeszcze przed oficjalną premierą przedstawienia, kompletował już amerykańską obsadę i w przypadku sukcesu po premierze miał w planach wystawianie spektaklu nawet przez 15–20 lat. Zgodnie z założeniami twórców, Metro miało przynieść zyski oraz podbić zagraniczne sceny musicalowe. Tak się jednak nie stało, a jak podaje strona internetowa Playbill (przedstawiająca dane dotyczące produkcji broadwayowskich), sala teatru Minskoff na przedstawieniach Metra przeciętnie wypełniona była zaledwie w 30 procentach. Zysk wyniósł nieco ponad 360 tys. dolarów, co znacząco przewyższało koszty produkcji.
Mimo wysokiej frekwencji na premierze, również sfinansowanej przez Wiktora Kubiaka, nieprzychylna recenzja Franka Richa w „The New York Timesie” spowodowała, że musical zszedł z afisza zaledwie 10 dni po premierze i po 13 przedstawieniach (oraz 24 spektaklach przedpremierowych). Rich złośliwie skrytykował polski musical, pisząc: Jakie polskie słowo oznacza „fiasko”? Jakiekolwiek by ono nie było, nie wiem czy jest wystarczające by opisać unikalne doświadczenie, jakim jest „Metro” (…).

Przygnębiające i poszarpane Metro chwilami wydaje się wzorować na dziesięć razy kopiowanej nielegalnej kasecie filmowej wersji broadwayowskiego prototypu [A Chorus Line (…)], do której zaplątała się przez pomyłkę szpula z Hair.

W recenzjach zarzucano słabą grę aktorską i kolokwialne tłumaczenia libretta na język angielski; podnoszono również zarzut splagiatowania słynnego musicalu Chorus Line Michaela Bennetta. Józefowicz w jednym z wywiadów w 1993 odniósł się do zarzutu „skopiowania” musicalu Chorus Line, co zarzucali mu amerykańscy recenzenci. Reżyser stwierdził, że zarzuty były zgoła niesłuszne, ponieważ zabieg upodobnienia polskiej produkcji do amerykańskiej był całkowicie świadomy. Reżyser Metra poznał w latach 70. osobiście producenta Chorus Line, Josepha Pappa i, będąc zachwyconym amerykańskim spektaklem, zaproponował wówczas producentowi pomysł stworzenia musicalu będącego kontynuacją, nie zaś kopią zagranicznej produkcji. Chorus Line opowiada bowiem o losach ludzi, którym udało się zaistnieć na scenie, Metro zaś opowiada o sytuacji odwrotnej, w której młodzi ludzie nie dostają się do teatru i tworzą swój własny. Amerykańskiemu twórcy spodobał się taki pomysł kontynuacji, a jego realizacją było właśnie Metro.
Według relacji twórców w wywiadach, pomimo krytyki prasy musical został przyjęty dość ciepło przez nowojorską publiczność. Po zakończeniu ostatniego przedstawienia na Broadwayu orkiestra – złożona w większości z amerykańskich muzyków – zagrała hymn Polski. Reżyser wspomina także, że otrzymał list od amerykańskiego związku zawodowego reżyserów, w którym podziękowano za „przewietrzenie tego miejsca” i za to „że widz znowu wrócił do teatru”.
Według jednego z aktorów pierwszej obsady musicalu, Mariusza Czajki, negatywna krytyka w amerykańskiej prasie była rezultatem wywiadu, jaki na początku pobytu zespołu Metra w Stanach Zjednoczonych udzielił do „New York Timesa” producent Wiktor Kubiak. Odgrażał się, że „pokażemy Ameryce, jak się robi Broadway”. Niezręczna wypowiedź producenta mogła wpłynąć na ocenę krytyków, a w rezultacie powodzenia przedstawienia w USA. Jak notabene pisze Czajka, podobne podejście do przedsięwzięcia wyznawał Janusz Józefowicz. Według relacji aktora, przyszły reżyser Metra jeszcze na początku lat 80. w rozmowie z kolegami ze studiów powiedział: Chłopaki! Moim największym marzeniem jest zrobić polski musical, pojechać z nim do Ameryki i pokazać, k...a, tym Jankesom, jak to się robi.
31 maja 1992 muzyka i treść musicalu Metro została nominowana do prestiżowej amerykańskiej nagrody teatralnej Tony jako jedyna polska sztuka w historii. Józefowicz uważa to za duże wyróżnienie, jako że w momencie nominacji Metro zeszło już z afisza oraz przez wzgląd na fakt, że jest to musical zagraniczny.

### Współcześnie
Pomimo wielokrotnych zmian obsady, uproszczonej aranżacji przedstawienia i rezygnacji z akompaniamentu muzyki na żywo w końcu lat 90., Metro od blisko 30 lat cieszy się popularnością. Do czerwca 2018 musical zagrano ponad 2150 razy, a obejrzało go – według szacunków – łącznie ok. 2 milionów widzów, co jest ewenementem w Polsce. Dziś twórcy musicalu w wywiadach wyjaśniają, że sami nie rozumieją fenomenu stworzonego przez nich przedstawienia i nigdy nie przewidywali, że tak długo będzie cieszyć się popularnością wśród widzów. W wielu wywiadach reżyser Janusz Józefowicz zapewnia, że Metro będzie wystawiane „tak długo, jak długo jest na nie zapotrzebowanie”.

## Twórcy
- Janusz Józefowicz – scenariusz, reżyseria i choreografia
- Janusz Stokłosa – muzyka
- Agata Miklaszewska i Maryna Miklaszewska – libretto i teksty piosenek
- Janusz Sosnowski – scenografia
- Ewa Krauze – kostiumy

## Pierwsza obsada
- W roli Anki – Katarzyna Groniec / Edyta Górniak / Beata Wyrąbkiewicz
- W roli Jana – Robert Janowski

w pozostałych rolach:

- Mariusz Czajka,
- Monika Ambroziak,
- Krzysztof Adamski,
- Jacek Badurek,
- Alicja Borkowska,
- Michał Chamera,
- Paweł Cheda,
- Magdalena Depczyk,
- Jarosław Derybowski,
- Wojciech Dmochowski,
- Małgorzata Duda-Kozera,
- Katarzyna Galica,
- Denisa Geislerova,
- Lidia Groblewska,
- Piotr Hajduk,
- Joanna Jagła,
- Janusz Józefowicz,
- Adam Kamień,
- Katarzyna Gaweł,
- Violetta Klimczewska,
- Grzegorz Kowalczyk,
- Dariusz Kordek,
- Andrzej Kubicki,
- Magdalena Komornicka,
- Katarzyna Lewandowska,
- Bogusław Linda,
- Olaf Lubaszenko,
- Anna Mamczur,
- Barbara Melzer,
- Michał Milowicz,
- Radosław Natkański,
- Marek Pałucki,
- Danuta Petrow,
- Beata Pawlik,
- Iwona Runowska,
- Ewa Szawłowska,
- Ilona Trybuła,
- Marc Thomas,
- Beata Urbańska,
- Magdalena Wójcik,
- Kamila Zapytowska

### Nagłośnienie i zespół muzyczny
Założeniem spektaklu w oryginalnej formie była całkowita rezygnacja z playbacków. Akcja sceniczna (nawet 39 osób) wymagała ponad pięćdziesięciu mikrofonów i trzech wielkich konsolet mikserskich. Realizacja nagłośnienia była problematyczna ze względu na użycie obrotowej sceny. Reżyserem dźwięku w oryginalnym wykonaniu przedstawienia był Jarosław Regulski.
Od premiery musicalu w 1991 do połowy lat 90. całość muzyki (zarówno w Teatrze Dramatycznym, jak i na wyjazdach tournée po Polsce) realizowana była na żywo. Specyfika partytury Metra wymagała od kompozytora i dyrygenta, Janusza Stokłosy, doboru odpowiednich muzyków jazzowych. Szerokie spektrum brzmienia uzyskano dzięki czternastoosobowej orkiestrze: kwartet smyczkowy, trąbka, saksofon, puzon, gitara, gitara basowa, perkusja i instrumenty perkusyjne, trzech pianistów grających na siedmiu instrumentach klawiszowych oraz dyrygent (w jednej ze scen także na akordeonie).
Skład orkiestry ulegał zmianom. Poniżej wybrani muzycy Metra wyszczególnieni w dostępnych źródłach:
- Janusz Stokłosa / Zygmunt Kukla[53] – dyrygent
- Wojciech Hartman – skrzypce
- Marta Trybuła – skrzypce
- Barbara Bylica – skrzypce
- Mikołaj Lewkowicz – wiolonczela
- Mateusz Pospieszalski / Wojciech Staroniewicz / Mariusz Mielczarek / Aleksander Korecki[54] – saksofon altowy, klarnet
- Tomasz Chmielarz – trąbka
- Tomasz Światczyński – puzon
- Mirosław Kaczmarczyk – gitara
- Waldemar Zajączkowski / Krzysztof Piątek / Włodzimierz Hnatiuk – instrumenty klawiszowe
- Michał Salamon – fortepian
- Wojciech Ruciński / Dariusz Pogłód – gitara basowa
- Piotr Iwicki – instrumenty perkusyjne
- Radosław Maciński / Michał Dąbrówka[54][55] / Piotr Domański[53] – perkusja

Skład orkiestry podczas premiery i przedstawień w Minskoff Theatre w Nowym Jorku w kwietniu 1992:

- Janusz Stokłosa – dyrygent
- Nicholas Archer – asystent dyrygenta
- Kinny Landrum – I syntezator
- Ted Baker – II syntezator
- Jeff Kievit – I trąbka
- Larry Lunetta – II trąbka
- Dale Kirkland – puzon
- Scott Kreitzer – saksofon
- Vince Fay – gitara basowa
- Mark Sherman – perkusja
- Mirosław „Carlos” Kaczmarczyk – gitara
- Radosław Maciński – perkusja
- Wojciech Dmochowski – akordeon
- Paul Woodiel – I skrzypce
- Francisca Mendoza, Byung Kwak, Nina Simon, Susan Lorentsen, David Tobey – skrzypce
- Susan Follari – I altówka
- Judy Witmer – II altówka
- Katherine Sinsabaugh – III altówka
- Jennifer Langham – I wiolonczela
- Eliana Mendoza – II wiolonczela
- Peter R. Miller, Miller Music Service – kierownik przygotowania muzyki

### Konsultanci
- Michał Chamera – stepowanie
- Danuta Fidusiewicz – akrobatyka
- Kazimierz Gawęda – praca nad słowem
- Aldona Krasucka – emisja głosu
- Juliusz Loranc – przygotowanie wokalne
- Jerzy Łazewski – praca nad słowem
- Wiesław Komasa – zajęcia aktorskie
- Cezary Morawski – zajęcia aktorskie
- Beata Mysińska – asystent choreografa
- Agnieszka Sadek – asystent choreografa
- Alicja Suzin – akompaniament
- Marc Thomas – śpiew i taniec

## Utwory
| Akt I - „Uwertura” – orkiestra - „Metro” – Jan - „Chcę być Kopciuszkiem” – trzy wokalistki - „A ja nie” – Jan - „Szyba” – Anka - „Oda do Torby” – Anka, Jan - „Bluzwis” – zespół - „Życie” – Anka - „Na strunach szyn” – Anka, Jan - „Wieża Babel” – zespół | Akt II - „Hasła” – zespół - „Uciekali” – zespół - „Wszystko jedno czy słońce, czy deszcz” – Anka, wokalistka - „In God we trust” – Jan, zespół - „Pieniądze” – zespół - „Żyj na swój koszt” – zespół - „Brzdęk” – zespół - „Marzenia spełniły się” – zespół - „Szereg cyferek” – zespół - „Litania” – wokalistka - „Na strunach szyn” – Anka, Jan - „Tylko w moich snach” – Anka Bis - „Wieża Babel” – zespół |